# V/H/S
V/H/S je antologija kratkih filmskih grozljivk iz leta 2012. Posamezne segmente so napisali in režirali Adam Wingard, David Bruckner, TI West, Glenn McQuaid, Joe Swanberge ter režijski kolektiv, imenovan Radio Silence. Film je doživel premiero januarja 2012 na prestižnem festivalu Sundance.